# Metropolis Records
Metropolis Records è un'etichetta discografica statunitense di Filadelfia, specializzata nei generi electro-industrial, synth pop, futurepop, darkwave, e gothic.

## Storia della Metropolis Records
La Metropolis iniziò con il nome di "Digital Underground." I pochi primi dischi usciti con questa label erano di importazione dall'Europa ed erano riconfezionati appositamente per il mercato discografico americano, con l'album dei Love Is Colder Than Death Teignmouth la Metropolis iniziò la propria attività e questo fu il primo disco uscito con l'etichetta (MET001). La Metropolis iniziò a sottoscrivere atti come etichetta discografica nel 1995, con gruppi come Mentallo and the Fixer, Numb, e Front Line Assembly.
Ha organizzato dei tour collettivi per le proprie band, come per esempio Numb e Front Line Assembly assieme nel 1996, e Project Pitchfork e Front 242 nel 1998. L'etichetta stabilì anche contatti estesi per la distribuzione con canali commerciali che provvedevano all'accesso diretto per il pubblico interessato alla specificità del genere musicale preferito dalla Metropolis. Verso la fine degli anni novanta Metropolis Records era divenuta l'etichetta più importante per il genere musicale elettro-industrial in Nord America. Diversi gruppi che dapprima avevano firmato per la Wax Trax! Records poi passarono alla Metropolis, tra di questi Front Line Assembly, Front 242, KMFDM, Doubting Thomas, PIG, Noise Unit e VNV Nation.
Nel 1999, la Metropolis Records acquistò alcune di etichette discografiche specializzate in elettro-industrial e goth, inclusa la Pendragon Records e 21st Circuitry.
Etichette discografiche che vengono distribuite attraverso Metropolis sono A Different Drum, Alfa Matrix, Cleopatra, Nilaihah, KMFDM, Projekt, Strange Ways, DSBP, e WTII.

## Artisti che hanno firmato con Metropolis
Molte delle band che hanno firmato per Metropolis hanno una loro casa discografica di distribuzione in Europa, Metropolis copre solo il mercato americano.
Tra gli artisti di Metropolis vi sono:
- 16 Volt
- Accessory
- The A.K.A.s
- Alphaville
- Amduscia
- And One
- Apoptygma Berzerk
- Ash Code
- Assemblage 23
- backandtotheleft
- Battery Cage
- Bauhaus
- Bella Morte
- The Birthday Massacre
- Claire Voyant
- Combichrist
- Covenant
- Das Ich
- Delaware
- Diary of Dreams
- Dismantled
- Electric Six
- Epoxies
- Front 242
- Front Line Assembly
- Gary Numan
- Hanzel und Gretyl
- Icon of Coil
- Imperative Reaction
- Juno Reactor
- KEN
- KMFDM
- London After Midnight
- Mesh
- Mindless Self Indulgence
- mind.in.a.box
- Moving Units
- PIG
- Psyclon Nine
- She Past Away
- theSTART
- VNV Nation
- Velvet Acid Christ
- Wolfsheim
- :Wumpscut: